# Podgórzyce (województwo mazowieckie)
Podgórzyce – wieś sołecka w Polsce położona w województwie mazowieckim, w powiecie grójeckim, w gminie Warka. Leży przy drodze krajowej nr 79.
Wieś arcybiskupstwa gnieźnieńskiego w kluczu konarskim w województwie mazowieckim w drugiej połowie XVI wieku, przeszła na uposażenie kapituły gnieźnieńskiej w XVII wieku. 

## Historia
Podgórzyce leżą na północ od Warki. Wieś przylega do stromej ściany wzgórz skarpy Doliny Wisły, poza której krawędzią rozciągają sady owocowe. Po drugiej stronie wsi, w dole też ciągną się sady.
Pierwsze sady włościańskie zaczęto zakładać już w II poł. XIX wieku. Na większą skalę sadownictwo rozwinęło się w okresie międzywojennym.
Jest to stara osada a ślady osadnictwa datowane są na okres epoki żelaza – ok. 700 lat p.n.e. do VI w. n.e. Znaleziono w Podgórzycach z okresu wczesnorzymskiego (I -II w. n.e.) – 2 gliniane popielnice.
Przywilej roku 1240 – wydany przez księcia Konrada I mazowieckiego potwierdził, że do uposażenia stołu arcybiskupiego należało kilka wsi leżących u ujścia Pilicy do Wisły m.in. Podgórzyce, które przez ponad 500 lat, były wpierw własnością biskupów gnieźnieńskich jako dobra stołowe, a później kapituły katedry gnieźnieńskiej jako dobra chlebowe.
Pierwotny kościół św. Krzyża i św. Trójcy w Pólku fundowali i uposażyli arcybiskupi gnieźnieńscy przypuszczalnie w II poł. XIII w., a Podgórzyce należały do tego Kościoła.
Książę Ziemowit III w 1359 roku potwierdził cały majątek stołu arcybiskupiego na Mazowszu, m.in. miejscowości leżące u ujścia Pilicy do Wisły. tj. Podgórzyce.
Prawdopodobnie w 1380 roku przeniesiona została przez arcybiskupa gnieźnieńskiego Jana Suchywilka Strzeleckiego, parafia z Pólka k. Ostrówka do Konar. Podgórzyce należały do tej parafii i leżały w powiecie wareckim w ziemi czerskiej.
W roku 1512 Podgórzyce należą do biskupiego klucza łęgonickiego. W roku 1540 powołano nowy klucz obejmujący wsie nad Pilicą i Wisłą – klucz konarski (już bez Łęgonic) – tworzą go wsie Konary, Podgórzyce, Ostrówek i Przylot.
W roku 1788 – Podgórzyce – mają 13 gospodarstw i 6 rodzin komorników. We wsi spisano 5 koni, 29 wołów, 32 krowy i 5 pasiek z 21 ulami.
W roku 1795 nastąpił III rozbiór Polski – Konary znalazły się w zaborze pruskim, a dobra duchowieństwa katolickiego i królewszczyzny zostały zajęte na własność skarbu. Upaństwowiono też m.in. klucz konarski, w skład którego wchodziły Podgórzyce.
- 1827 – Spis mieszkańców: Podgórzyce – 20 domów – 167 mieszkańców

- 1833 w skład Dóbr Konary wchodziły m.in. Podgórzyce, w których były 20 domów i powierzchnia uprawna pól – 433 morgi

- 1869 Podgórzyce miały 23 domy, 169 mieszkańców i powierzchnię ziemi uprawnej – po uwłaszczeniu -

433 morgi, należały do parafii i gminy Konary
- 1907 – Powstaje chłopski tygodnik "Zaranie" -pismo szybko zyskuje popularność i ma prenumeratorów – m.in. Jan Cieślak z Podgórzyc projektant nowego typu przechowalni na owoce
- 1911–1912 – W domu Jana Cieślaka była przeznaczona jedna izba na szkołę ludową, zorganizowaną przez działaczkę oświatową tajnego Towarzystwa Kultury – Władysławę Głodowską-Sampolską – organizatorkę nielegalnych szkół i bibliotek.

- 1956 rozpoczęła się elektryfikacja Podgórzyc.

- Z Funduszu Rozwoju Rolnictwa wsi Konary, Podgórzyc, Ostróweka w 1965 r. mieszkańcy tych wsi założyli Kółko Rolnicze w Konarach.

- W 1974 podczas Międzynarodowego Kongresu Ogrodniczego jego uczestnicy zwiedzali grójeckie sady m.in. w Podgórzycach.

Podgórzyce należą do parafii Konary, a dzieci chodzą do Szkoły Podstawowej w Konarach.
W latach 1975–1998 miejscowość położona była w województwie radomskim.